# 莫里斯鎮區 (明尼蘇達州史蒂文斯縣)
莫里斯鎮區（英語：Morris Township）是位於美國明尼蘇達州史蒂文斯縣的一個行政鎮區，於1871年設立。

## 地方資料
莫里斯鎮區的面積為86.76平方千米，當中陸地面積為85.33平方千米，而水域面積為1.43平方千米。根據2020年美國人口普查的數據，當地共有人口393人，而人口密度為每平方千米4.53人。